# Anne-Marie Kermarrec

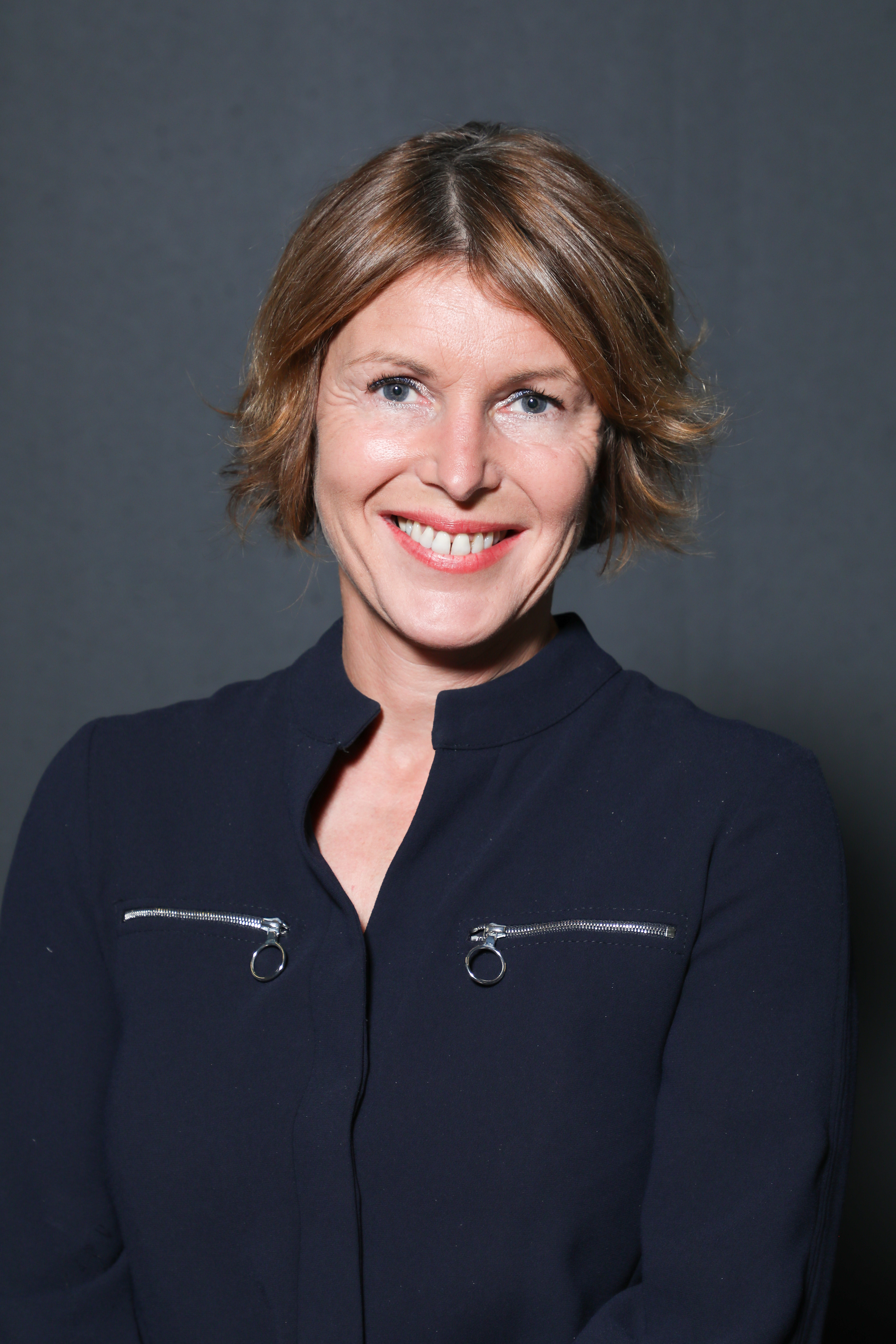
Anne-Marie Kermarrec, 2020

Anne-Marie Kermarrec (* 2. Oktober 1970 in Rennes) ist eine französische Informatikerin. Sie ist Professorin an der École polytechnique fédérale de Lausanne.

## Leben
Anne-Marie Kermarrec verteidigte 1996 ihre Doktorarbeit an der Universität Rennes. Sie setzte ihre Laufbahn als Postdoc an der Vrije Universiteit Amsterdam fort, wo sie unter der Leitung von Andrew S. Tanenbaum arbeitete. 1998 wurde sie Hochschullehrerin (Maître de conférences) an der Universität Rennes. Von 2000 bis 2004 war sie Forscherin bei Microsoft Research in Cambridge. Sie erwarb 2002 ihre Habilitation à diriger les recherches. Von 2004 bis 2015 war sie Forschungsdirektorin am INRIA in Rennes.
2015 gründete sie Mediego, ein Start-up-Unternehmen, das Echtzeitdienste zur Personalisierung von Inhalten für Onlinemedien anbietet. Von 2015 bis 2019 war sie CEO von Mediego.
Seit 2020 ist Professorin für Informatik an der École polytechnique fédérale de Lausanne.
Sie ist Mitglied des wissenschaftlichen Rates des Telekommunikationsunternehmen Orange und des französischen Präsidialrates für Wissenschaft.

## Wirken
Anne-Marie Kermarrecs forscht im Bereich der Peer-to-Peer-Systeme, der epidemischen Algorithmen und der Personalisierungssysteme. Sie gehörte zu den ersten, die dezentralisierte Streaming-Systeme und Peer-to-Peer-Algorithmen für ein Empfehlungsdienst auf Basis kollaborativer Filterung, die die Privatsphäre respektieren, entworfen haben. Sie war an der Entwicklung eines dezentralisierten Empfehlungsdienst beteiligt.
In jüngerer Zeit konzentriert sie ihre Forschung auf den Bereich der Systemunterstützung für maschinelles Lernen, insbesondere für Föderales Lernen und dezentralisiertes Lernen.
Neben ihrer wissenschaftlichen Forschung engagiert sie sich für die Gleichstellung der Geschlechter in der Wissenschaft und der Informatik. Sie hat neben zahlreichen Vorträgen auch ein Buch zu diesem Thema veröffentlicht.

## Preise und Auszeichnungen
- 2011: Michel-Monpetit-Preis der Académie des sciences[15]
- 2013: Wahl in die Academia Europaea[16]
- 2016: Fellow der Association for Computing Machinery[17]
- 2017: Innovationspreis Inria/Dassault Systems/Académie des sciences[18]
- 2019: Ritter der Ehrenlegion[19]

## Veröffentlichungen (Auswahl)
- Numérique, compter avec les femmes, Éditions Odile Jacob, 2021, ISBN 978-2-7381-5444-6

- mit Patrick T. Eugster, Rachid Guerraoui, Laurent Massoulieacute: Epidemic Information Dissemination in Distributed Systems. In: Computer. Bd. 37, Nr. 5, ISSN 0018-9162, S. 60–67, doi:10.1109/MC.2004.1297243.